# Hantharwady United Football Club
El Hantharwady United Football Club (birmà ဟံသာဝတီ ယူနိုက်တက် ဘောလုံး အသင်း) és un club de futbol birmà de la ciutat de Pegu.
Va ser fundat el 2009 amb el nom Okkthar United Football Club (birmà ဟံသာဝတီအသင္း) de la ciutat de Taungoo.

## Palmarès
- General Aung San Shield:
  - 2010